# مطار جلال آباد
مطار جلال آباد ((بالبشتوية: د جلال اباد هوايي ډګر) (بالإنجليزية: Jalalabad Airport)) (إياتا: JAA، إيكاو: OAJL) يقع على بعد 3 ميل (4.8 كـم) جنوب شرق مدينة جلال آباد في أفغانستان. يستخدم هذا المطار حاليًا لأغراض عسكرية فقط وأحيانًا تستخدم طائرات الأمم المتحدة هذا المطار. يتم استخدمة وصيانته من قبل القوات المسلحة الأمريكية والمتعاقدين المدنيين. تعمل قوات سلاح الجو الأفغاني، المتاخمة لمطار جلال آباد. كما تستخدمه القوات الجوية الأفغانية (AAF) وأعضاء من قوات المساعدة الأمنية الدولية.

## مطار جلال آباد الجديد
أعلن حميد الله قادري، وزير النقل والطيران المدني الأفغاني، في أبريل / نيسان 2009، بناء مطار مدني جديد في منطقة غامبيري شمال غرب جلال آباد، بمساعدة مالية من الولايات المتحدة.

## هجوم 2010
في 30 يونيو 2010، انفجرت سيارة مفخخة واقتحم مسلحون المطار. وقال ذبيح الله مجاهد المتحدث باسم طالبان إن طالبان هي المسؤولة عن مقتل 32 من قوات الأمن الأفغانية وغير الأفغانية، وبحسب منظمة حلف شمال الأطلسي، قُتل ثمانية من مقاتلي طالبان وأصيب أفغاني وعضو في التحالف.

## شركات الطيران والوجهات

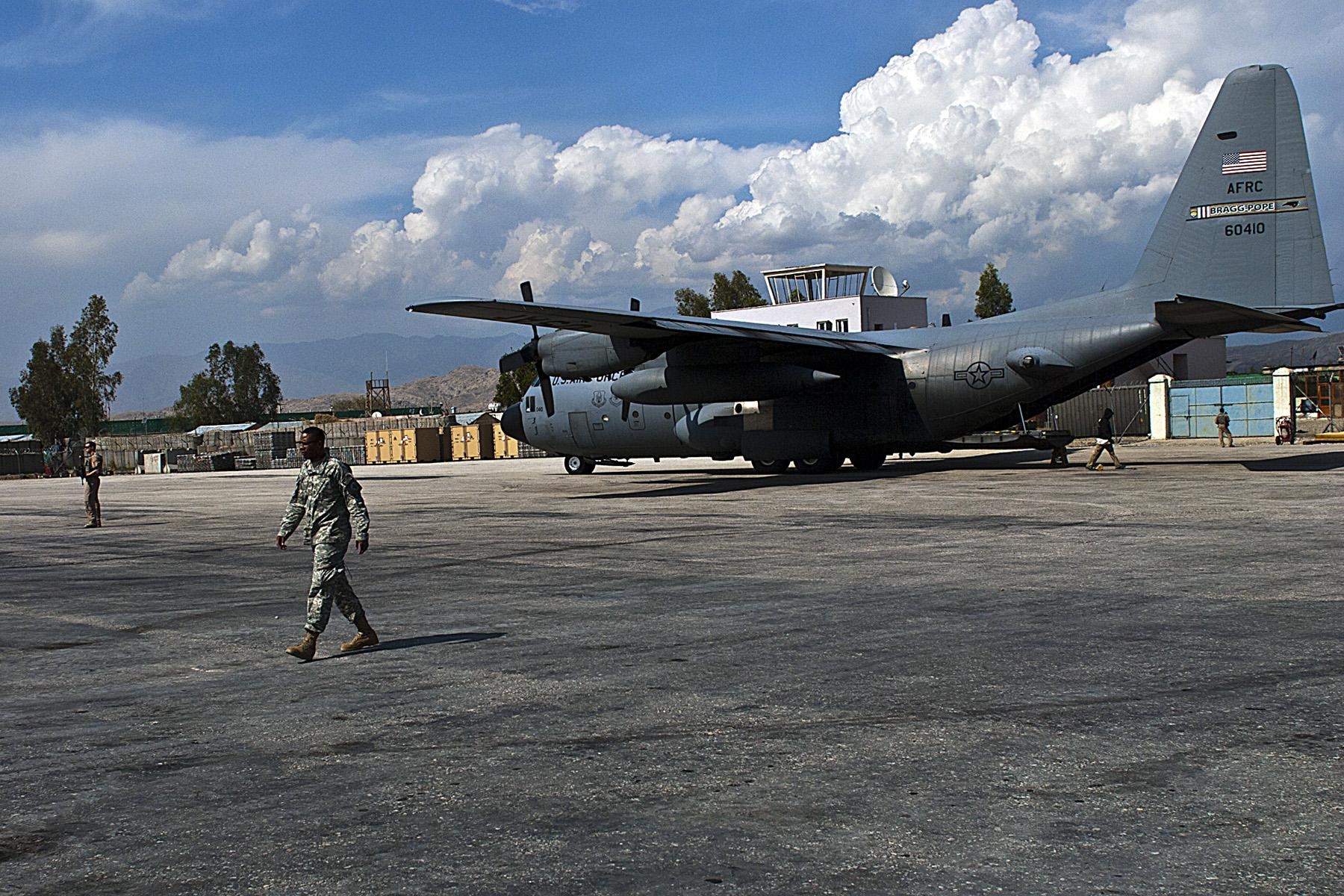
طائرة تابعة للقوات الجوية الأمريكية لوكهيد سي-130 هيركوليز في مطار جلال أباد في عام 2011

حاليًا، لا توجد شركات طيران مجدولة تعمل في مطار جلال أباد باستثناء الطائرات العسكرية وطائرات الأمم المتحدة.

## الحوادث والحوادث
قُتل 11 شخصًا، من بينهم 6 طيارين أمريكيين و 5 ركاب و 3 مواطنين محليين، عندما تحطمت طائرة من طراز لوكهيد سي-130 هيركوليز بعد وقت قصير من إقلاعها من مطار جلال آباد في 2 أكتوبر 2015.

## روابط خارجية
- الدور العسكري لمطار جلال اباد
- سجل المطار لمطار جلال أباد نسخة محفوظة 22 مايو 2014 على موقع واي باك مشين. في Landings.com